# Parkijówka
Parkijówka, Palkijówka – polana na Łopieniu w Beskidzie Wyspowym. Znajduje się w dolnej części zachodnich stoków Łopienia. Położona jest na średniej wysokości około 710 m, na mało stromym stoku opadającym na zachód. Po północnej stronie polany znajduje się jar niewielkiego potoku. Obok polany prowadzi droga leśna.
W czasie II wojny światowej na polanie tej przez jakiś czas ukrywali się niektórzy Żydzi z miejscowości Dobra, kryjąc się w prymitywnych ziemiankach. Obecnie polana jest nieużytkowana, zarosła już w większości paprociami, a częściowo lasem. Znajduje się w obrębie miejscowości Dobra w województwie małopolskim, w powiecie limanowskim, w gminie Dobra.